# Un cane sciolto
Un cane sciolto è una miniserie televisiva del 1990, diretta da Giorgio Capitani, con Sergio Castellitto e Nancy Brilli.

## Trama
Il giudice De Santis deve occuparsi di un caso irrisolto, il decesso di una ragazza, Laura Benetti, precipitata da uno strapiombo; il fatto è accaduto venti anni prima e non è stato mai archiviato per l'impossibilità di stabilire se fosse stato un suicidio o un omicidio. La madre di Laura è sempre stata convinta che si sia trattato di un omicidio e il ritrovamento del memoriale di un suicida, che narra cosa realmente avvenne, lo conferma: la ragazza si ribellò ad uno stupro di gruppo e venne spinta nel vuoto. I tre responsabili, molto giovani all'epoca, sono diventati importanti professionisti: il giudice viene "invitato" da uno di loro ad archiviare la pratica e a dimettersi, ma troverà il coraggio di opporsi ai potenti e di fare giustizia.

## Colonna sonora
Come tema musicale della miniserie è stato utilizzato l'omonimo brano di Franco Fasano.